# Maria Schell

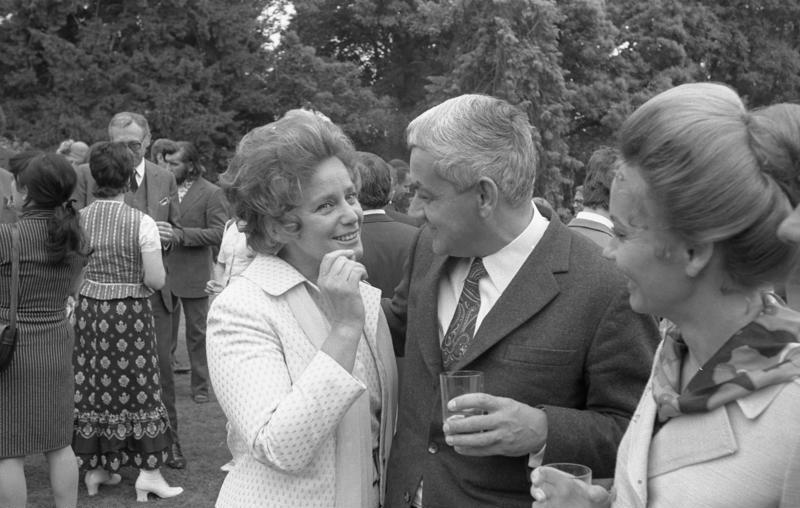
Maria Schell

Maria Margarete Anna Schell (n. 15 ianuarie 1926, Viena, Republica Austriacă – d. 26 aprilie 2005, Preitenegg, Carintia, Austria) a fost o actriță austriaco-elvețiană, una din cele mari vedete ale cinematografiei de limbă germană din anii 1950 și 1960.

## Date biografice
Maria Schell a fost fiica lui Hermann Ferdinand Schell, un scriitor elvețian, și al Margarethei Noé von Nordberg, o actriță vieneză. Și-a petrecut începutul copilăriei împreună cu frații ei, Maximilian, Carl și Immy, în Austria. După anexarea Austriei (Anschluss), familia s-a refugiat în anul 1938 la Zürich.

## Carieră
Cariera ei în domeniul comerțului va fi întrerupă, deoarece va fi descoperită  ca talent, de Sigfrit Steiner. Primul rol îl va juca în filmul Steinbruch (Cariera de piatră), în anul 1942 alături de Heinrich Gretler. Ea a jucat atunci sub numele de Gritli Schell, ulterior va începe să studieze și să se ocupe mai mult de teatru. Din anul 1941 începe cariera în domuniul cinmatografiei, va primi în anul 1949 rolul principal în filmul Der Engel mit der Posaune (Îngerul cu trombon). Urmează o serie de filme cu roluri jucate alături de actori de talia lui Dieter Borsche și O. W. Fischer. Cu rolul jucat în filmul, Die letzte Brücke (Ultimul pod) ea va câștiga ca cea mai bună actriță, în anul 1954 Marele premiu de festivalul de filme de la Cannes (Palmierul de aur). În același an câștigă în Veneția cu rolul unei spălătorese jucat în filmul  „Coppa Volpi“ premiul de cel mai bun film străin, fiind nominalizat pentru premiul Oscar. Pe timpul căt este la Hollywood, va juca cu mult succes rolul lui Grușenka împreună cu Yul Brynner în Frații Karamazov. Urmează să joace împreună cu Gary Cooper (in Spânzurătoarea) și cu  Glenn Ford (in Cimarron). Un alt film cunoscut în care joacă Shell în anii 1960 este Solange Du da bist (Cât timp tu ești aici). Între timp joacă diferite roluri de teatru sau filme seriale TV ca: Tatort, Derrick sau Der Kommissar. Pe Broadway, va avea la vârsta de 50 de ani un succes deosebit cu rolul din piesa „Armer Mörder“ (Săracul ucigaș). În anul 1982 joacă rolul Claire Zachanassian în Vizita bătrânei doamne, de Friedrich Dürrenmatt. Ultimul ei succes a fost filmul serial TV Die glückliche Familie (Familia norocoasă) care a rulat între anii 1987 - 1993. Cu unul dintre ultimele roluri este (în 1996) prezentă în filmul Heilig Blut (Sânge sfânt), care face parte din serialul de filme polițiste Tatort (Locul faptei).

## Viața privată
Maria Schell a fost căsătorită între anii 1957 - 1965 cu regizorul  Horst Hächler, iar între anii 1966 - 1986 cu regizorul Veit Relin. Ambele căsătorii au fost încheiate prin divorț. Din prima căsătorie a avut un fiu (Oliver), iar din a doua pe fiica Marie-Theres Relin, care a devenit și ea actriță. O încercare de sinucidere a ei, a făcut ca  Maria Schell să apară în anul 1991 din nou în presă. Ultimii ani de viață i-a petrecut retrasă la munte în Carintia. A suferit două hemoragii cerebrale, iar în anul 2005, de Paști, a murit în spital în urma unei pneumonii.

## Filmografie
- 1942 Steibruch
- 1948 Der Engel mit der Posaune
- 1948 Maresi
- 1950 Es kommt ein Tag
- 1951 Dr. Holl – Die Geschichte einer großen Liebe
- 1952 Der träumende Mund
- 1952 Bis wir uns wiederseh'n
- 1953 Die letzte Brücke
- 1953 Solange du da bist
- 1953 Tagebuch einer Verliebten
- 1954 Der wunderbare Flimmerkasten (The magic box)
- 1954 Napoleone Bonaparte (Napoléon)
- 1954 Herr über Leben und Tod
- 1955 Die Ratten
- 1956 Rose Bernd
- 1956 Wirbelsturm am Po (Urugano sul Po)
- 1956 Gervaise, regia René Clément
- 1957 Nopți albe (Le Notti bianche)
- 1958 Frații Karamazov (The Brothers Karamazov)
- 1958 O viață (Une vie), regia Alexandre Astruc
- 1958 Der Schinderhannes
- 1958 Der Galgenbaum (The Hanging Tree)
- 1959 Raubfischer in Hellas

- 1960 Cimarron, regia Anthony Mann
- 1961 Roata vieții (Das Riesenrad), regia Géza von Radványi
- 1962 Ich bin auch nur eine Frau
- 1963 Zwei Whisky und ein Sofa
- 1965 L' assassin connait la musique
- 1969 Schrei vor dem Fenster (serial TV Der Kommissar)

- 1970 Der Hexentöter von Blackmoor (The Bloody Judge)
- 1971 Die Pfarrhauskomödie
- 1971 Olympia-Olympia
- 1972 Marie
- 1972 Chamsin (producție)
- 1973 Der Tod von Karin W. (serial TV Der Kommissar)
- 1974 Dosarul Odessa (The Odessa File), regia Ronald Neame
- 1975 Folies bourgeoises
- 1975 Die Abrechnung (Fernsehserie Tatort)
- 1975 So oder so ist das Leben
- 1976 Reise der Verdammten (Voyage of the Damned)
- 1977 Teerosen
- 1978 Superman
- 1979 Die erste Polka

- 1980 Die Mars-Chroniken (3-teilige SF Serie nach R.Bradbury mit Rock Hudson)
- 1981 Das Traumschiff (Serienhaupttitel)
- 1982 Trecătoarea din Sans-Souci (La passante de Sans-Souci)
- 1982 Frau Jenny Treibel
- 1982 Vizita bătrânei doamne (Der Besuch der alten Dame)
- 1983 Der Trauschein
- 1984 König Drosselbart
- 1984 Samson und Delilah (Samson and Delilah)
- 1985 Zweimal 30 - Maria Schell Special
- 1987 Die glückliche Familie (serial TV)
- 1989 Die glückliche Familie

- 1991 Die glückliche Familie (episoadele 47-52)
- 1991 Das letzte Wort (Le dernier mot)
- 1992 Die glückliche Familie, (episoadele 43-44)
- 1993 Nach langer Zeit
- 1995 Der Clan der Anna Voss
- 1995 Heilig Blut (episod din serialul TV Tatort)
- 1996 Dr. Berg - Nur das Leben zählt (La passion de docteur Bergh)
- 2002 Meine Schwester Maria